# Johannes W. Pichler
Johannes Werner Pichler (* 1. Juli 1947 in Linz) ist ehemaliger Universitätsprofessor für Europäische Rechtsentwicklung an der Karl-Franzens-Universität Graz und Direktor des Österreichischen Forschungsinstituts für Rechtspolitik in Salzburg.

## Leben
Nach seinem Rechtsstudium an den Universitäten Wien und Salzburg setzte Pichler seine akademische Laufbahn als Assistenz-Professor für Rechtsgeschichte an der Universität Salzburg fort. Seit 1986 ist er Leiter des in Salzburg ansässigen außeruniversitären Österreichischen Forschungsinstituts für Rechtspolitik. 1994 übernahm er den Lehrstuhl „Europäische Rechtsentwicklungen“ an der Universität Graz.
Pichler ist Vorsitzender des Vereins „Europa braucht Initiative“, dessen Kernanliegen die Förderung der europäischen Bürgerinitiative ist.
Er ist seit 1968 Mitglied der katholischen Studentenverbindung KÖStV Austria Wien und schloss sich später noch der KÖHV Rheno-Juvavia Salzburg an.

## Auszeichnungen
- 1981: Kardinal-Innitzer-Förderungspreis für Rechts- und Staatswissenschaften

## Veröffentlichungen
Monographien
- Die ältere ländliche Salzburger Eigentumsordnung (= Grundfragen von Staat und Recht. Band 15), Salzburg/München 1979.
- Necessitas. Ein Element des mittelalterlichen und neuzeitlichen Rechts. Dargestellt am Beispiel österreichischer Rechtsquellen (= Schriften zur Rechtsgeschichte. Heft 27), Berlin 1983.
- Das Schwedische Mietrecht. Ein rechtspolitisch-rechtsdogmatischer Vergleich im Hinblick auf Entwicklungen des österreichischen Mietrechts, Salzburg 1984.
- Internationale Entwicklungen in den Patientenrechten (= Schriften zur Rechtspolitik. Bd. 4), Wien/Köln/Weimar 1992.
- Österreichische Patientenrechts-Charta. Ein Diskussionsentwurf, Salzburg 1992.
- Rechtsakzeptanz. Eine empirische Untersuchung zur Rechtskultur aus dem Blickwinkel der Ideen, Werte und Gesinnungen. Dargestellt am Beispiel einer österreichischen Demoskopie (gemeinsam mit Karim J. Giese), (= Schriften zur Rechtspolitik. Bd. 6/I und Bd. 6/II), Wien/Köln/Weimar 1993.
- Rechtsentwicklungen zu einer verschuldensunabhängigen Entschädigung im Medizinbereich. Bd. 1: Die Patientenversicherungsrechte in Schweden, Finnland und Dänemark (= Schriften zur Rechtspolitik. Bd. 7), Wien/Köln/Weimar 1994.
- Rechtsakzeptanz. Genügt der Befund oder gibt es auch eine Aufgabe? (= Kleine Arbeitsreihe zur europäischen und vergleichenden Rechtsgeschichte. H 22), Graz 1996.
- Europäische Rechtsentwicklungen zu Umweltschaden-Direktversicherungen: Die Modelle von Schweden und den Niederlanden. Eine Einführung am Hintergrund des „Weißbuches zur Umwelthaftung“ der Europäischen Kommission. Mit einer Stellungnahme des Verbandes der Versicherungsunternehmen Österreichs (= Schriften zur Rechtspolitik. Bd. 15), Wien 2001.

Herausgegebene Bücher
- Gemeinsam mit Theo Mayer-Maly: Wohnen und Recht (= Recht und Wirklichkeit. Bd. 1), Salzburg 1983.
- Gemeinsam mit Wolfgang-Rüdiger Mell, Herbert Miehsler, Karl J.P. Parisot: Das HDG 1985. Ein Alternativentwurf eines Hochschullehrerdienstrechts, Salzburg 1984.
- Gemeinsam mit Theo Mayer-Maly und Peter J. Schick: Strafe und Recht (= Recht und Wirklichkeit. Bd. 2), Salzburg 1986.
- Gemeinsam mit Bruno Oberläuter: Mitbestimmung und Mitgestaltung im sozialen Wohnbau (= Korrekturen Bd. 3) Salzburg 1988.
- Gemeinsam mit Theo Quené: Sozialpartnerschaft und Rechtspolitik. Veränderungschancen am Hintergrund des Modells des niederländischen Sozial-Ökonomischen Rates (SER) (= Schriften zur Rechtspolitik. Bd. 2), Wien/Köln 1990.
- Einführung in die Patientenrechtspolitik (= Schriften zur Rechtspolitik. Bd. 3), Wien/Köln 1990.
- Was kann eine wissenschaftliche Rechtspolitik leisten? Symposium anlässlich der Eröffnung des Österreichischen Instituts für Rechtspolitik am 15. Juni 1989 (= Schriften zur Rechtspolitik. Bd. 1), Wien/Köln 1991.
- Gemeinsam mit Franz Bydlinski, Theo Mayer-Maly: Renaissance der Idee der Kodifikation: Das Neue Niederländische Bürgerliche Gesetzbuch 1992 (= Schriften zur Rechtspolitik. Bd. 5), Wien/Köln/Weimar 1991.
- Gemeinsam mit Maria Rauch-Kallat: Entwicklungen in den Rechten des Kindes in Hinblick auf die UN-Konvention über die Rechte des Kindes (= Schriften zur Rechtspolitik. Bd. 8), Wien/Köln/Weimar 1994.
- Harmonisierungsbedarf der Jugend(schutz)gesetzgebung der österreichischen Bundesländer im Vergleich (= Schriften zur Rechtspolitik. Bd. 9), Wien/Köln/Weimar 1997.
- Rechtsakzeptanz und Handlungsorientierung (= Schriften zur Rechtspolitik. Bd. 10), Wien/Köln/Weimar 1998.
- Die „Neue“ Arbeit. Die rechtspolitischen Herausforderungen (= Schriften zur Rechtspolitik. Bd. 11), Wien 1999.
- Gemeinsam mit Anita Ziegerhofer und Reinhard Likar: Die „Vereinigten Staaten von Europa“. Dokumente eines Werdens, Wien 1999.
- Gemeinsam mit Ulrike Aichhorn, Thomas Gamper: Jugendförderungsrechte. Ein europäischer Rechtsvergleich (= Schriften zur Rechtspolitik. Bd. 12), Wien 2000.
- Rechtliche Strategien zur Bewältigung der Wandlungen im Erwerbsleben (= Schriften zur Rechtspolitik. Bd. 13), Wien 2000.
- Pflichtversicherung oder Versicherungspflicht in der Krankenversicherung (= Schriften zur Rechtspolitik. Bd. 14), Wien 2001.
- Embryonalstammzelltherapie versus „alternative“ Stammzelltherapien (= Schriften zur Rechtspolitik. Bd. 16), Wien 2002.
- eBUSINESS VERSUS RECHT. Behindert Recht den eMarkt – ohne einem dringenden Schutzbedürfnis zu dienen? (= Schriften zur Rechtspolitik. Bd. 17), Wien 2002.
- Gemeinsam mit Sascha Ferz: Mediation im öffentlichen Bereich (= Schriften zur Rechtspolitik. Bd. 19), Wien 2003.
- Rauchen & Recht (= Schriften zur Rechtspolitik. Bd. 20), Wien 2004.
- Gemeinsam mit Konrad Grillberger: Selbstbehalte in der gesetzlichen Krankenversicherung aus ökonomischer und rechtlicher Sicht (= Schriften zur Rechtspolitik. Bd. 23), Wien/Graz 2005.
- Gemeinsam mit Michael Gruber: Wirtschaftsmediation zwischen Theorie und Praxis (= Schriften zur Rechtspolitik. Bd. 24), Wien/Graz 2005.